# Valea Văleni
Valea Văleni – wieś w Rumunii, w okręgu Vâlcea, w gminie Zătreni. W 2011 roku liczyła 127 mieszkańców.